# Alyssoides utriculata
Faux alysson renflé, Vésicaire renflée
Espèce
Le Faux alysson renflé ou Vésicaire renflée (Alyssoides utriculata) est une espèce de plantes vivaces de la famille des Brassicacées.